# 雑餉隈
雑餉隈（ざっしょのくま）は、福岡市博多区南部と大野城市西部にまたがる地域の通称。西鉄雑餉隈駅とJR南福岡駅に挟まれる地域。全国随一の難読地名としてたびたび話題に挙げられる。

## 歴史
名前の由来は、貝原益軒編纂の『筑前国続風土記』によると、その昔、大宰府へ向かう人々を主な対象とした多くの店が連なっていた場所であったこと、または大宰府の官人の雑掌居があったことによる可能性がある。また同書によれば、同書の編纂期における雑餉隈は、那珂郡井相田村（現：福岡市博多区井相田）に属する村と山田村（現：大野城市山田）に属する村とで、西と東の二村に分かれていた。

## 現在

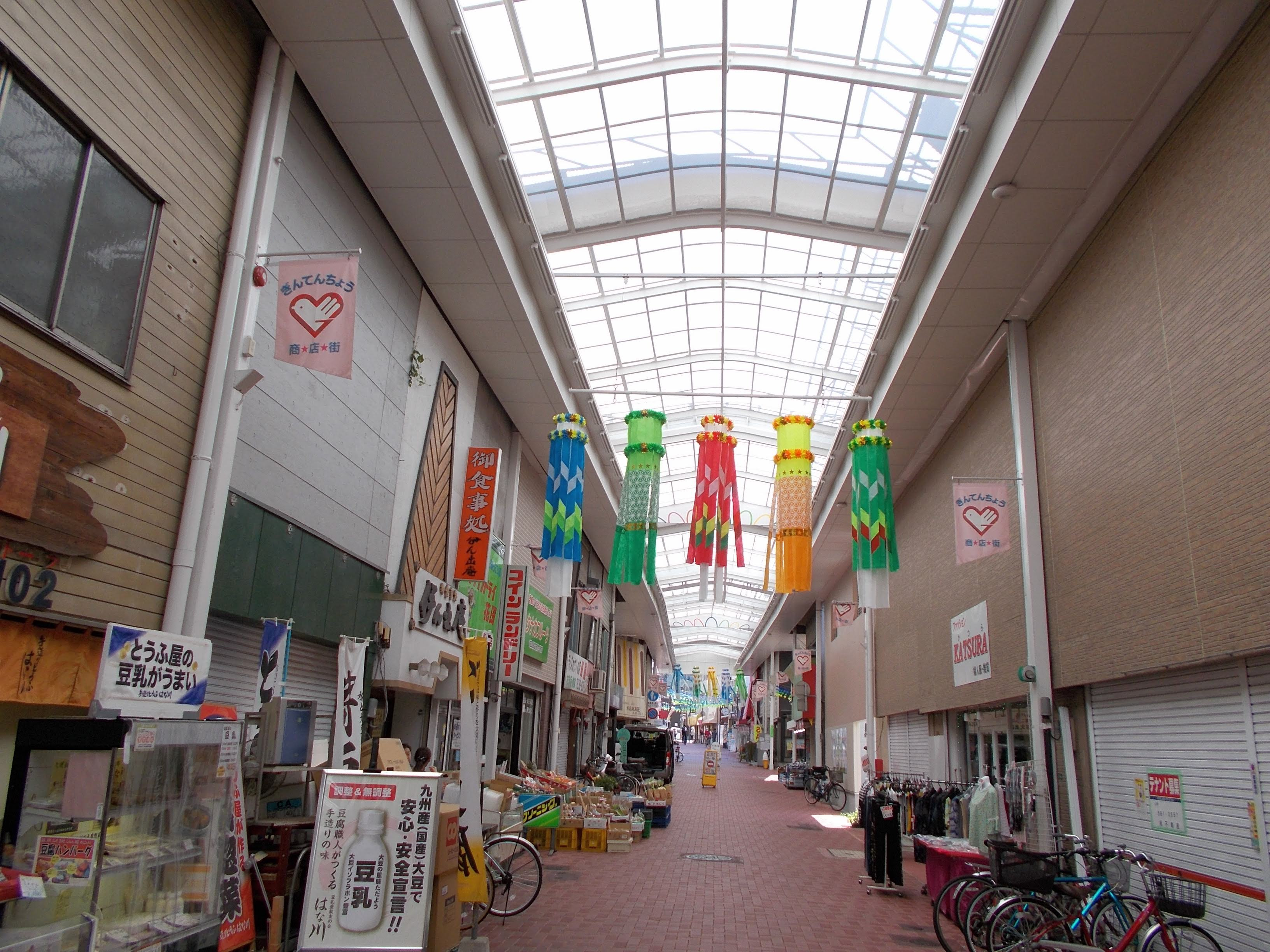
銀天町商店街

行政区名としての使用は大野城市の雑餉隈町（大野城市域北部、博多区との境界付近、1丁目から5丁目まで）に限られているが、広義には西鉄天神大牟田線雑餉隈駅の南側、JR九州鹿児島本線南福岡駅の東側に広がる街一帯（東雲町・春町・西春町・寿町・元町・相生町・銀天町・南本町・麦野）を指す通称として用いられることが多い。
この地には、銀天町商店街という商店街がある。また、かつては歓楽街であったが、営業地区が通学路などに重なっており、保護者からの苦情が多数あったことなどから、風営法の改正を機とした警察の取り締まり強化により、違法店舗が徹底的に摘発され閉店し、ほぼ壊滅状態となった。2020年現在は、アロママッサージ店を称する1軒、ファッションヘルス業の許可を得た1軒が営業しているが、その他の風俗店についてはコロナウイルス感染症対策等のため休業を余儀なくされているようである。

## 名が冠された事物

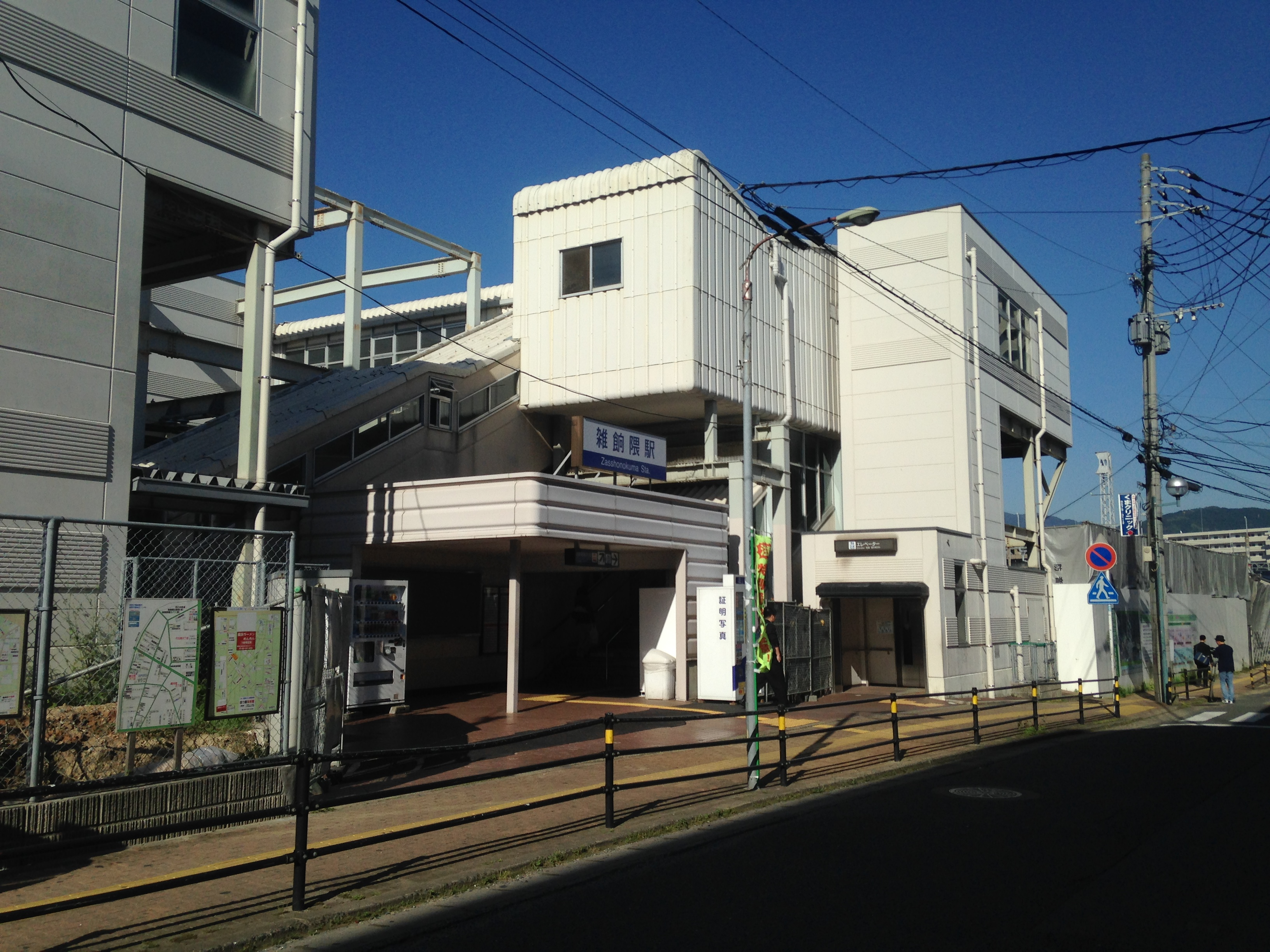
地上駅時代の雑餉隈駅

- 雑餉隈駅 - 西鉄天神大牟田線の駅。福岡市博多区内。
- 雑餉隈保育園（公式） - 社会福祉法人千代福祉会運営の保育園。福岡市博多区内。
- 雑餉隈恵比須神社 - 事代主神および火産霊神を祀る神社。大野城市内。
- 雑餉隈公民館および老人憩いの家 - 大野城市雑餉隈街区の公民館、およびこれと一体になった老人憩いの家。雑餉隈恵比須神社の東脇に所在。
- 雑餉隈車庫 - 西鉄バスの車庫。2020年3月に竹下営業所が開設され機能を移転するまでは雑餉隈営業所として運用されていたが移転により車庫に格下げ、2024年に桜並木駅が開設されたことにより、車庫名も「桜並木車庫」に改称された。

このほか、JR南福岡駅は1966年まで雑餉隈駅と称していた。